# Kościół św. Stanisława Biskupa i Męczennika w Kutnie
Kościół Świętego Stanisława Biskupa i Męczennika – rzymskokatolicki kościół parafialny należący do dekanatu Kutno – św. Michała Archanioła diecezji łowickiej. Znajduje się w dzielnicy Łąkoszyn.
Obecna murowana, neogotycka, bazylikowa świątynia została wybudowana w latach 1909 - 1911 według projektu architekta Strzeżysława Bowbelskiego. W dniu 19 października 1912 roku została konsekrowana przez biskupa Kazimierza Ruszkiewicza. Na uwagę zasługuje chór muzyczny podparty dwoma filarami, które pod nim tworzą kruchtę arkadowo otwartą do wnętrza kościoła. Po prawej stronie w bryłę świątyni wtopiona jest wieża nakryta dachem w kształcie ostrosłupa. Budowla posiada cztery ołtarze, z których główny poświęcony jest św. Stanisławowi Szczepanowskiemu, Biskupowi i Męczennikowi.